# Hellesdon
Hellesdon är en ort och civil parish i Storbritannien.   Den ligger i grevskapet Norfolk och riksdelen England, i den sydöstra delen av landet, 160 km nordost om huvudstaden London. Hellesdon ligger 31 meter över havet och antalet invånare är 11 177.
Terrängen runt Hellesdon är platt. Runt Hellesdon är det tätbefolkat, med 343 invånare per kvadratkilometer. Närmaste större samhälle är Norwich, 4,1 km söder om Hellesdon. Trakten runt Hellesdon består till största delen av jordbruksmark.